# Sonia Bompastor
Sonia Bompastor   (Blois, 8 de juny de 1980) és una entrenadora de futbol francesa i exjugadora que actualment dirigeix el Chelsea femení i abans l'Olympique Lyonnais de la Division 1 féminine. El 2022 es va convertir en la primera persona que aconseguia guanyar la Lliga de Campions Femenina de la UEFA tant amb el rol de jugadora com, posteriorment, amb el d'entrenadora.

## Trajectòria
Sonia Bompastor és filla de pares portuguesos, de Póvoa de Varzim.
Bompastor jugava de migcampista i també de lateral esquerra. Del 2004 al 2006, va ser la capitana de la Selecció femenina de futbol de França, amb qui va jugar nombrosos tornejos, començant amb l'Eurocopa Femenina de la UEFA 2001. Va merèixer en dues ocasions el premi a la Jugadora de l'Any de la Union Nationale des Footballeurs Professionnels (UNFP) i, el 2008, després de fitxar pel Washington Freedom de la lliga Women's Professional Soccer (WPS) dels Estats Units d'Amèrica, va ser Jugadora del Mes i All-Star honors.
Bompastor va tornar a França on va jugar al Paris Saint-Germain Football Club Féminines. El 2010, va anunciar que tornaria a Lió per a la temporada 2010-11 i, posteriorment, va formar part de l'equip que va guanyar les Lligues de Campions de 2010-11 i 2011-12.
El juny de 2013, Bompastor va optar per posar fi a la seva carrera com a jugadora després de la final de la Copa Femenina de França. A continuació va esdevenir la directora de l'escola esportiva de l'Olympique Lyonnais. L'abril de 2021 va assumir el càrrec d'entrenadora del primer equip de Lió, amb qui va guanyar Lliga de Campions Femenina de la UEFA 2021-22.